# Ovamboland
Ovamboland var et bantustan i Sydvestafrika (i den nordlige del af det nuværende Namibia), oprettet i 1968 af apartheid-regeringen, med det formål at være et selvstyrende område for ovambo-folket. Området fik selvstyre i 1973. I 1989 blev det nedlagt som led i overgangen til uafhængighed fra Sydafrika.
17°55′00″S 15°57′00″Ø / 17.916667°S 15.95°Ø